# Luftwaffen-Division Meindl
Die Luftwaffen-Division Meindl war ein Großverband der Luftwaffe der deutschen Wehrmacht während des Zweiten Weltkrieges.

## Divisionsgeschichte und -gliederung

### Divisionsgeschichte
Diese große Division wurde am 26. Februar 1942 aus überschüssigem Personal der Luftwaffe bei der Heeresgruppe Nord an der Ostfront aufgestellt. Die Aufstellung erfolgte nach den schweren Verlusten im Zuge der sowjetischen Winteroffensive 1941/1942, welche das Heer kurzzeitig nicht mehr ausgleichen konnte. Um Frontlücken schnell schließen zu können, griff man auf das verfügbare Personal der Luftwaffenbodenorganisation zurück. Die Luftwaffen-Division Meindl war die erste aus dem Bodenpersonal der Luftwaffe aufgestellte Infanterie-Division. Sie wurde zum Vorbild für die ab 1942 aufgestellten Luftwaffen-Felddivisionen.
Die Division kam von März 1942 bis Dezember 1942 hauptsächlich der 18. Armee zugeordnet an der deutsch-sowjetischen Front zum Einsatz und hielt ein Gebiet nahe Leningrad. Ende 1942 wurden Teile der Division auch der 16. Armee zugewiesen. Der Verband wurde bereits im Dezember 1942 wieder aufgelöst und sein Personal zur Aufstellung der Luftwaffen-Felddivision 21 und 22 verwendet.
Die Einheit war nach ihrem Kommandeur Generalmajor/Generalleutnant Eugen Meindl benannt.

### Gliederung
- Luftwaffen-Feld-Regiment 1
- Luftwaffen-Feld-Regiment 2
- Luftwaffen-Feld-Regiment 3
- Luftwaffen-Feld-Regiment 4
- Luftwaffen-Feld-Regiment 5
- Luftwaffen-Feld-Regiment 14
- Nachrichten-Bataillon
- Ski-Bataillon